# ماركوس بيرس
ماركوس بيرس (بالإنجليزية: Monty J. Pearce)‏ هو سياسي أمريكي، ولد في 29 سبتمبر 1948. حزبياً، نشط في الحزب الجمهوري. وقد انتخب عضو مجلس ولاية أيداهو.